# حسین آلی تپه
حسین آلی تپه مربوط به دوره اشکانیان است و در شهرستان گرمی، بخش مرکزی، دهستان اجارود شمالی، روستای سرمازان وسطی واقع شده و این اثر در تاریخ ۱۲ شهریور ۱۳۸۶ با شمارهٔ ثبت ۱۹۳۹۳ به‌عنوان یکی از آثار ملی ایران به ثبت رسیده است.